# Andrzej Kopiczyński
Andrzej Kopiczyński (sinh ngày 15 tháng 4 năm 1934 tại Międzyrzec Podlaski - mất ngày 13 tháng 10 năm 2016 tại Warsaw) là một diễn viên người Ba Lan.
Andrzej Kopiczyński là gương mặt quen thuộc của hơn 45 bộ phim điện ảnh và phim truyền hình từ năm 1955 đến năm 2016. Trong đó, phim hài Motylem jestem, czyli romans 40-latka (1976) giúp Andrzej Kopiczyński đoạt Giải Sư tử vàng ở hạng mục Nam diễn viên chính xuất sắc nhất tại Liên hoan phim Ba Lan lần thứ 3.
Năm 2015, Andrzej Kopiczyński được Bộ Văn hóa và Di sản Quốc gia (Ba Lan) trao tặng Huy chương bạc Huy chương Công trạng về văn hóa - Gloria Artis.

## Thành tích nghệ thuật
- 1957: Prawdziwy koniec wielkiej wojny
- 1958: Zadzwońcie do mojej żony
- 1964: Zakochani są między nami
- 1964: Obok prawdy – Wojtek Łopot
- 1964: Koniec naszego świata – Krwawy Józek
- 1965: Święta wojna – Grześ Walczak
- 1965: Gorąca linia – Witalis
- 1966: Cierpkie głogi – Leon
- 1967: Julia, Anna, Genowefa... – Marek
- 1969: Jarzębina czerwona – Wiktor Kotarski
- 1969: Czekam w Monte-Carlo – Jan Rajski
- 1970: Pułapka – Jan Rajner
- 1970: Prawdzie w oczy – Marczak
- 1970: Kolumbowie
- 1971: Wiktoryna czyli czy pan pochodzi z Beauvais? – Piotr
- 1971: 150 na godzinę – Jimmy
- 1972: Kopernik – Mikołaj Kopernik
- 1972: Skarb trzech łotrów – Adam Morawski
- 1972: Diabelskie eliksiry – Wiktoryn
- 1973: Zasieki
- 1974–1977: Czterdziestolatek –  Stefan Karwowski
- 1976: Motylem jestem, czyli romans 40-latka – Stefan Karwowski
- 1977: Noce i dnie – Tytus Jerzy Niechcic
- 1978: Życie na gorąco – Juan Meranez
- 1978: Odcinek XIII
- 1978: 07 zgłoś się
- 1981: Miłość ci wszystko wybaczy – Olo Kryński
- 1981: Filip z konopi – Wiśniewski
- 1981: Ślepy bokser – Zenon Gołyźniak
- 1981: Znachor – Pawlicki
- 1987: Rajski ptak – Gadomski
- 1988: Pięć minut przed gwizdkiem – Leszek Hogendorf
- 1988: Niezwykła podróż Baltazara Kobera
- 1990: Napoleon – Anglik
- 1990: Korczak
- 1990: Dziewczyna z Mazur – Daniel Grycz
- 1993: Czterdziestolatek 20 lat później – Stefan Karwowski
- 1994: Bank nie z tej ziemi – Stefan Kropkowski
- 1999: Ogniem i mieczem – Zaćwilichowski
- 1999–2000: Czułość i kłamstwa – Ryszard Trybuła
- 2000: Ogniem i mieczem – Zaćwilichowski
- 2001–2005: Lokatorzy – Roman Zagórny
- 2006: Niania – Waldemar Krukowski
- 2008: To nie tak, jak myślisz, kotku
- 2008: Plebania
- 2008: Na kocią łapę
- 2011: 1920 Bitwa warszawska
- 2012: Piąty Stadion – Michał
- 2013: Lekarze – Makary